# Naoki Tsubaki
Naoki Tsubaki (jap. 椿 直起, Tsubaki Naoki; * 23. Juni 2000 in Tokio, Präfektur Tokio) ist ein japanischer Fußballspieler.

## Karriere
Naoki Tsubaki erlernte das Fußballspielen in den Jugendmannschaften von Yokogawa Musashino und den Yokohama F. Marinos. Seinen ersten Vertrag unterschrieb er 2019 bei den Yokohama F. Marinos. Der Verein aus Yokohama, einer Stadt in der Präfektur Kanagawa, spielte in der höchsten japanischen Liga, der J1 League. Mitte August 2019 wurde er an den Drittligisten Giravanz Kitakyūshū ausgeliehen. Mit dem Verein aus Kitakyūshū wurde er Ende 2019 Meister der dritten Liga und stieg somit in die zweite Liga auf. Hier spielte er bis Ende November 2020. Im Dezember 2020 wechselte er auf Leihbasis nach Australien. Hier stand er 15-mal für den Melbourne City FC aus Melbourne in der ersten Liga, der A-League, auf dem Spielfeld. Mit dem Verein feierte er die australische Meisterschaft. Ende Juni 2021 kehrte er nach Japan zurück. Am 1. Juli 2021 wurde er wieder vom Zweitligisten Giravanz Kitakyūshū ausgeliehen. Am Ende der Saison 2021 stieg er mit dem Verein aus Kitakyūshū als Tabellenvorletzter in die dritte Liga ab. Im Anschluss erfolgte eine Ausleihe zum Zweitligisten Mito Hollyhock. Für den Klub aus Mito bestritt er 37 Zweitligaspiele. Nach Vertragsende bei den Yokohama F. Marinos wechselte er im Februar 2023 zum Zweitligisten JEF United Ichihara Chiba.

## Erfolge
Giravanz Kitakyūshū
- Japanischer Drittligameister: 2019  ▲

Melbourne City FC
- Australischer Meister: 2020/21